# Samuel James Meltzer
Samuel James Meltzer (22 marzo 1851 – New York, 7 novembre 1920) è stato un fisiologo statunitense.

## Biografia
Samuel Meltzer studiò all'Università di Königsberg e successivamente studiò filosofia e medicina all'Università di Berlino dove conseguì il dottorato nel 1882. L'anno successivo, lui e il suo insegnante Hugo Kronecker furono tra i primi a studiare (nel 1883) la manometria esofagea negli umani.
Negli Stati Uniti, dove praticò la sua professione a New York City, continuò a servire come medico consulente per l'ospedale di Harlem. Nel 1906 fu nominato capo del dipartimento di fisiologia e farmacologia presso il Rockefeller Institute for Medical Research. Fu anche presidente della Harvey Society, dell'Associazione per l'Avanzamento della Ricerca Clinica nel 1909 e dell'Associazione dei Fisiologi Americani nel 1915. Durante la prima guerra mondiale, Meltzer era uno dei maggiori nel Corpo della Riserva Medica, e quando l'Associazione americana per la chirurgia toracica fu creata nel 1918 fu eletto presidente.